# Museu Nacional de São Carlos
O Museu Nacional de São Carlos (em espanhol, Museo Nacional de San Carlos, MNSC) é um museu de arte localizado na Cidade do México, capital do país homônimo. É um museu público federal, subordinado ao Instituto Nacional de Belas Artes. Fundado em 1968, encontra-se sediado no Palacio del Conde de Buenavista, edificação em estilo neoclássico erguida entre 1798 e 1805, cujo projeto é atribuído ao arquiteto e escultor valenciano Manuel Tolsá.
Herdeiro de parte da coleção artística da Academia de São Carlos, formada a partir do século XVIII e substancialmente ampliada por meio de aquisições e doações, o museu dedica-se a conservar, divulgar e estudar a história da arte europeia entre o século XIV e o início do século XX. Seu acervo, de mais de 2000 peças, está entre os mais importantes da América Latina em sua tipologia. Possui auditório e biblioteca especializada, mantém programa educativo, exposições temporárias e atividades culturais permanentes.

## História
O patrimônio artístico hoje conservado pelo Museu Nacional de São Carlos tem sua origem na coleção que começou a se formar ainda no século XVIII, amealhada pela Academia de São Carlos. Em 1783, por ordem do rei Carlos III, foram criadas as Galerias da Academia, um dos primeiros espaços dedicados à exposição de obras de arte do continente americano. De sua fundação até meados do século XIX, essa coleção seria bastante enriquecida, tanto por doações de artistas que integravam o corpo docente da Academia quanto pelos envios de alunos subvencionados com bolsas de estudo na Europa. Muitas peças também seriam doadas por colecionadores particulares mexicanos, por congregações religiosas e pela Academia de São Lucas de Roma.

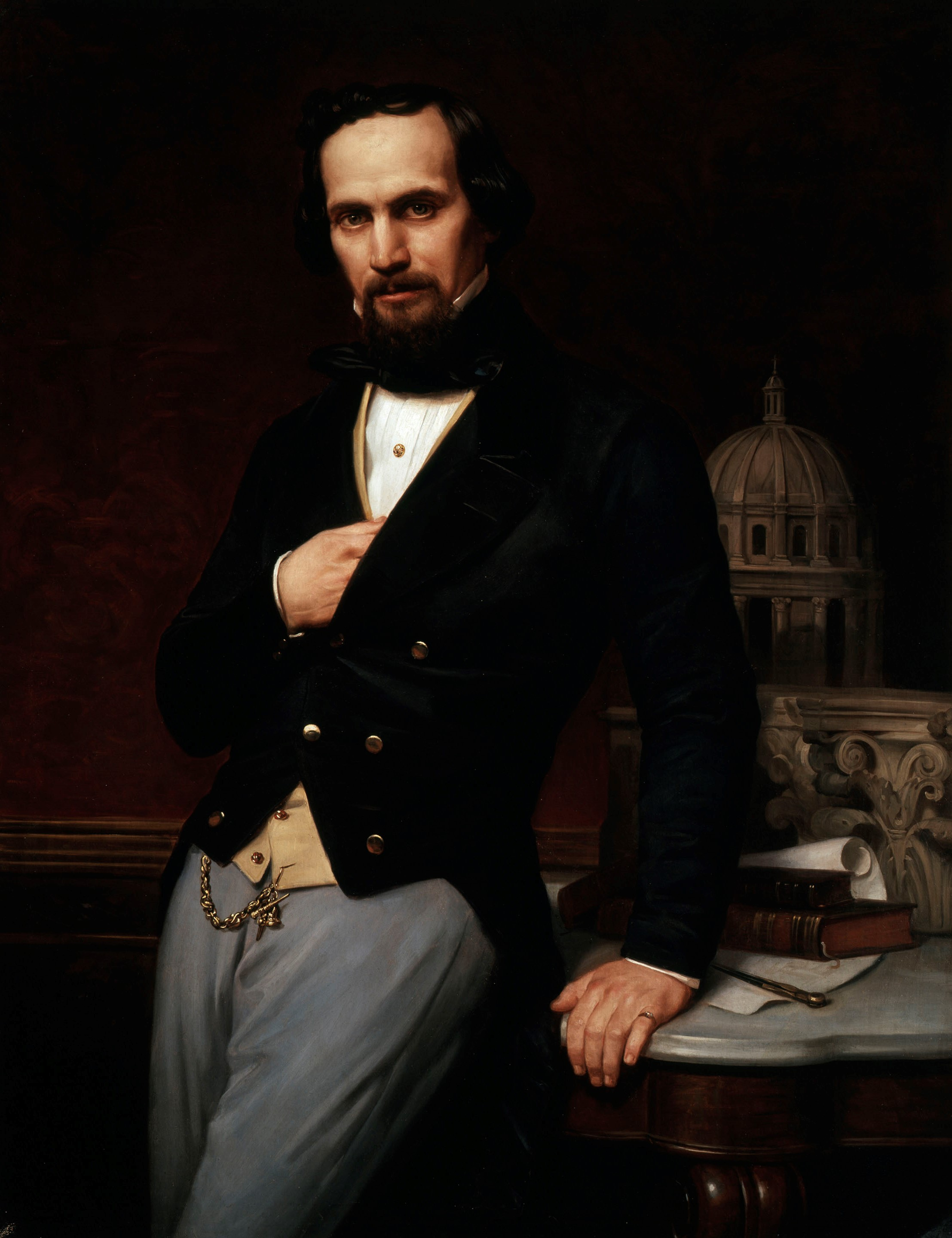
Retrato do arquiteto Lorenzo de la Hidalga (1861), por Pelegrín Clavé y Roque. Acervo do MNSC. Pelegrín Clavé foi um dos professores da Academia de São Carlos que realizaram doações para a instituição.

Na primeira década do século XX, o governo mexicano doou à Academia um importante conjunto de obras adquiridas durante a Exposição Espanhola de Arte e Indústria, organizada em função das festas do Centenário da Independência do México. Na década de 1920, integrou-se ao acervo da Academia a coleção Pani e, nos anos 30, a Secretaria da Fazenda doou um lote de peças dos séculos XIV ao XVII. Em 1946, por decreto presidencial de Miguel Alemán Valdés, o acervo da Academia de São Carlos passou para a guarda do Instituto Nacional de Belas Artes (INBA). Iniciou-se então um importante trabalho de investigação, restauração, conservação e difusão desses bens culturais. Paralelamente, a criação de museus responderia pelo interesse em democratizar o acesso à educação e à cultura, não isento, ademais, de um crescente sentimento nacionalista.
A década de 1960 foi marcada, em todo o mundo, pela proliferação dos equipamentos culturais e das instituições museológicas. No México, essa tendência se aprofundou durante o governo de Gustavo Díaz Ordaz como parte de um projeto governamental visando promover a imagem internacional do país (em vias de sediar os Jogos Olímpicos de 1968) e, ao mesmo tempo, ampliar o conhecimento acerca de seu patrimônio artístico e fomentar junto à população o interesse pelo consumo cultural. Iniciou-se um trabalho de divisão das coleções do Instituto Nacional de Belas Artes segundo critérios cronológicos, tipológicos e de procedência. As peças foram distribuídas entre o Museu do Palácio de Belas Artes, a Pinacoteca Vice-Reinal de San Diego, o Museu de Arte Moderna, o Museu Nacional de Arte e o Museu Nacional de Antropologia, todos criados no mesmo decênio.
É nesse contexto que surge a ideia de criar um museu para abrigar exclusivamente as obras de arte europeias do Instituto Nacional de Belas Artes - uma instituição que servisse à preservação da herança cultural do velho continente e estabelecesse um referencial dos antecedentes históricos do desenvolvimento das artes visuais mexicanas. Decidiu-se sediar o museu no Palacio del Conde de Buenavista. O edifício, então recém restaurado, havia sido transferido da Secretaria de Salubridade e Assistência para o INBA em 1966, em função de sua importância histórica e arquitetônica. Em junho de 1968, sob a administração da associação civil Patronato do Museu de São Carlos, a instituição foi inaugurada.
Nas décadas seguintes, a coleção do Museu de São Carlos aumentaria consideravelmente, em parte pelas aquisições esporádicas do Estado mexicano, mas, sobretudo, por intermédio de doações de colecionadores mexicanos e estrangeiros. Logo se tornou necessária a construção de um edifício anexo para as funções administrativas, o que permitiu ampliar os espaços expositivos. Em 1974, o Museu de São Carlos tornou-se o primeiro museu de arte mexicano a criar um departamento educativo, sob a direção de Graciela Reyes Retana. Com a assesoria de educadores, pedagogos e professores, o departamento estabeleceu as visitas guiadas, criou ateliês, material didático próprio e atividades para portadores de deficiência física.
Estabelecido como Museu Nacional em 1994, por meio de decreto presidencial, o Museu de São Carlos é hoje um dos mais importantes da Cidade do México. As exposições temporárias desenvolvidas ou sediadas pela instituição, voltadas majoritariamente à arte universal, ajudaram a aumentar exponencialmente o número de visitantes. Entre suas atividades recentes relacionadas à difusão do acervo, destacam-se as mostras itinerantes organizadas no interior do país e o incremento da produção editorial.

## O edifício
O Museu Nacional de São Carlos encontra-se sediado, desde sua inauguração, no Palacio del Conde de Buenavista, uma suntuosa edificação em estilo neoclássico situada na Avenida Puente de Alvarado, em frente ao jardim do Templo de San Fernando, no centro histórico da capital mexicana. O projeto do palácio é atribuído ao arquiteto e escultor valenciano Manuel Tolsá, autor de diversas obras e monumentos públicos na cidade do México. Foi construído entre 1798 e 1805, por encomenda de María Josefa de Pinillos, a Marquesa de Selva Nevada, como um presente para seu segundo filho, o Conde de Buenavista – que, no entanto, faleceu antes do término das obras. Ao longo do século XIX, o palácio serviria de residência a distintas famílias de títulos nobiliárquicos e destacadas personalidades da vida política do país.

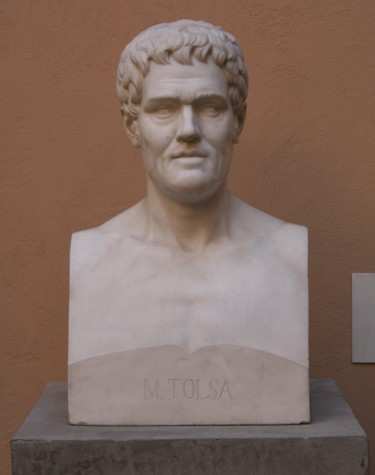
Busto de Manuel Tolsá, provável autor do projeto do Palacio del Conde de Buenavista, esculpido por Martín Soriano (1853). Acervo do MNSC.

Durante a primeira metade do século XX, o edifício sediaria diversas instituições. Em 1899, foi transformado em sede da Compañia Tabacalera Mexicana. Em seguida, abrigou a Loteria Nacional, até sua mudança para o edifício El Moro. Integrado ao patrimônio da Beneficência Pública, passou a ser administrado pela Universidade Nacional Autônoma do México, que nele instalou a Escola Nacional Preparatória N.º 4. A escola funcionou no edifício entre 1958 e 1965.
Posteriormente, a Secretaria de Salubridade e Assistência iniciou sua restauração, com o objetivo de utilizar o edifício como sede da Escola de Enfermagem. Em função de sua destacada arquitetura e importância histórica, no entanto, julgou melhor transferir sua administração ao Instituto Nacional de Belas Artes, o que ocorreu em 1966. Por fim, o instituto o destinou à guarda de seu acervo de arte europeia, criando o Museu Nacional de São Carlos.
O edifício possui 3.290 metros quadrados, distribuídos por dois andares, dispostos em uma planta retangular. Conta com um pátio oval, destacado por sua raridade no continente americano. No piso térreo, vinte pilares quadrados formam o espaço ovóide central, continuados no segundo andar por colunas de ordem compósita. Sobre elas, encontra-se um entablamento, sustentado por uma balaustrada. O acesso à escadaria se dá por meio de um vestíbulo com colunas toscanas. Uma rampa conduz ao descanso, dividido em duas seções laterais de assentos. Os corrimãos são sustentados por balaústres e arremates em forma de esfera.
A fachada principal apresenta um recuo semi-elíptico ao centro. Os dois andares apresentam soluções plásticas distintas. O primeiro andar tem acabamento rústico e quatro janelas em cada lado da porta. O segundo andar possui cinco balcões com balaústres entre três pilares dóricos que alternam frontões retos e curvos. Uma balaustrada corre por toda a fachada, acentuando o jogo de verticalidade dos pilares. A fachada posterior possui ao centro um pórtico quadrangular de seis colunas dóricas, demarcando a escadaria central e duas laterais. O teto serve de terraço ao piso superior.

## Acervo

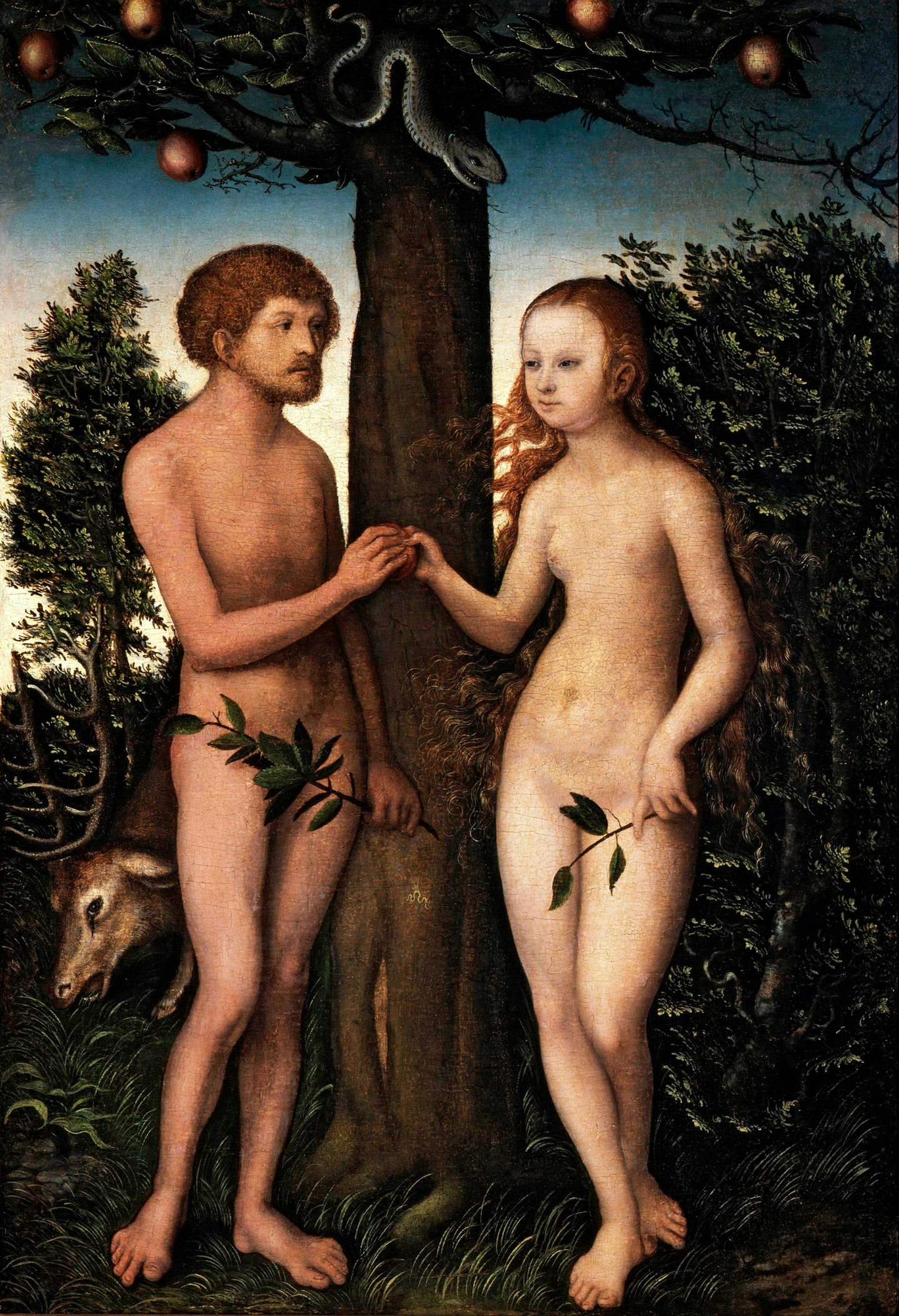
Adão e Eva (ca. 1530), de Lucas Cranach, o Velho. Acervo do MNSC.

O Museu Nacional de São Carlos conserva 2000 obras de arte, entre pinturas, esculturas, desenhos, gravuras e tapeçarias, sendo a grande maioria de origem europeia. A coleção abarca um período de quase seis séculos, com exemplares dos principais movimentos e tendências artísticas ocidentais, centrando-se, sobretudo, nas escolas italiana, espanhola, flamenga, holandesa, francesa e alemã. É uma das mais importantes coleções públicas de arte europeia da América Latina.
No núcleo de obras medievais, merece menção o Retábulo da Encarnação do espanhol Pere Espallargués, um dos três retábulos góticos conservados no México. Do período renascentista, encontram-se Adoração dos Reis Magos de Pedro Berruguete, Adão e Eva de Lucas Cranach e outras obras de Piero di Cosimo, Perugino e Gaudenzio Ferrari. Entre as peças maneiristas, destacam-se pinturas de Tintoretto (Retrato de um homem com casaco de pele), Pontormo (Virgem com o Menino), Parmigianino (Sagrada Família), Pedro de Campaña (As Sete Virtudes), Alonso Sánchez Coello (Retrato de Felipe II como Rei de Portugal) e Jan Matsys.
No segmento referente ao Barroco, sobressaem a escola espanhola (Francisco de Zurbarán, Alonso Cano, Juan Carreño de Miranda e Juan de Valdés Leal), os flamengos e holandeses (Peter Paul Rubens, Frans Hals, Gerard Seghers, Antoon van Dyck, Joris van Son) e os italianos (Bernardo Strozzi, Andrea Vaccaro, Mateo Cerezo). Representando a estética rococó, encontram-se, entre outros, François Boucher e Mariano Salvador Maella.
Dos movimentos artísticos referentes aos séculos XVIII e XIX, estão representados majoritariamente o Neoclassicismo, o Romantismo, Realismo e o Impressionismo. Destacam-se o Infante São João Batista de Jean-Auguste-Dominique Ingres e outras peças de Francisco de Goya, Augustín Esteve, Henri Decaisne, Federico de Madrazo, Joaquín Sorolla, Auguste Rodin e Manuel Vilar. O museu conserva ainda exemplares de grande relevância dos mestres estrangeiros que lecionaram na antiga Academia de São Carlos, como Eugenio Landesio e Pelegrín Clavé.
O gabinete de estampas possui aproximadamente 1000 gravuras, realizadas entre os séculos XVI e XIX com diferentes técnicas calcográficas (buril, água-forte, ponta-seca, maneira negra, água-tinta) e alguns exemplares de procedimento planográfico (litografias). Destaca-se a série Los Caprichos de Francisco de Goya.

## Galeria

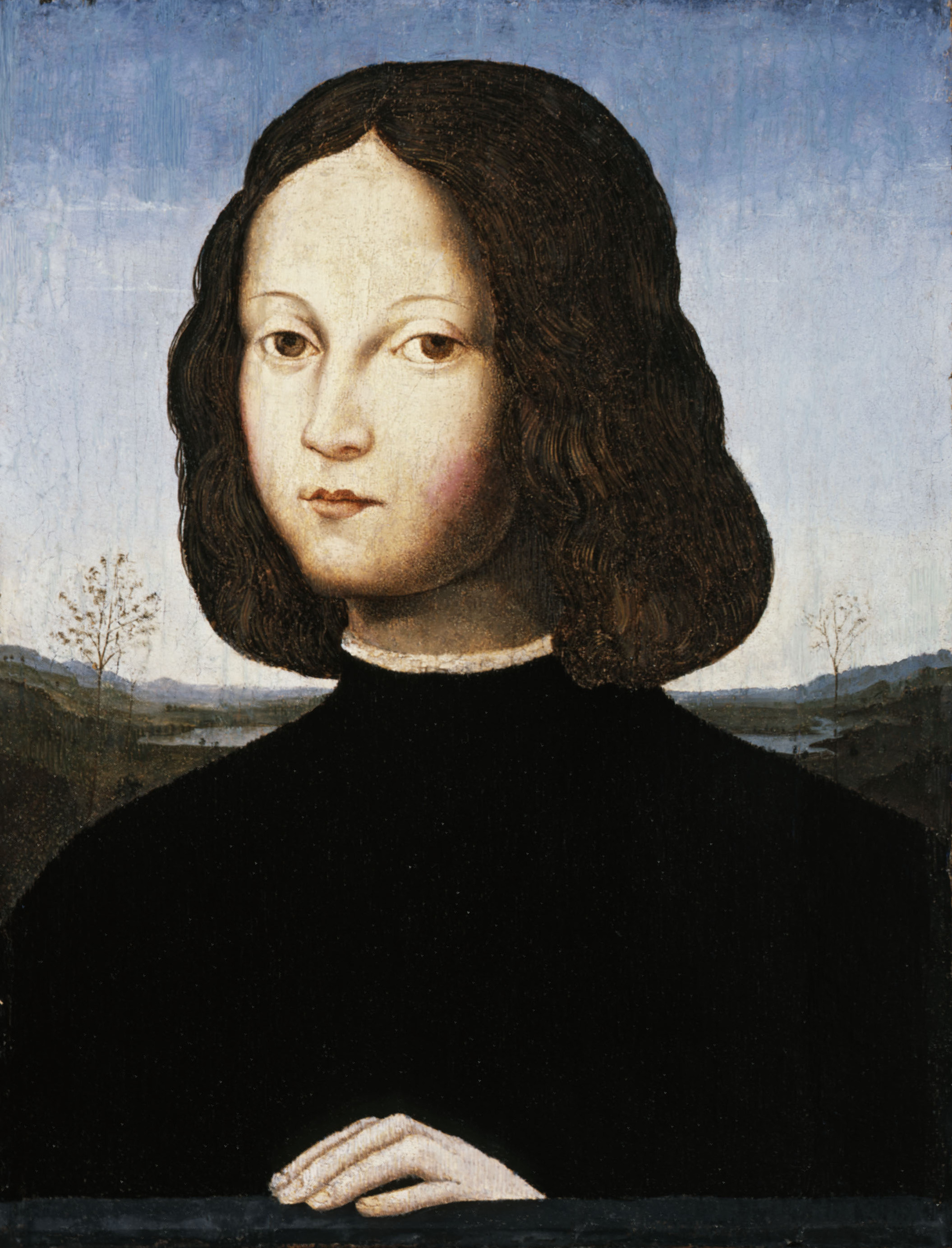
Atribuído a Piero di Cosimo. Retrato de um menino.
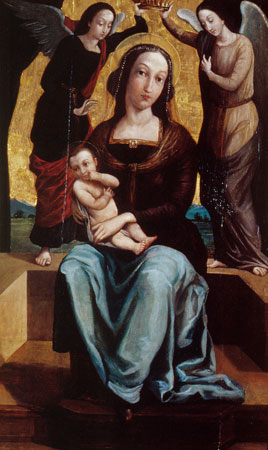
Pietro Perugino. Virgem com o Menino coroada por anjos.
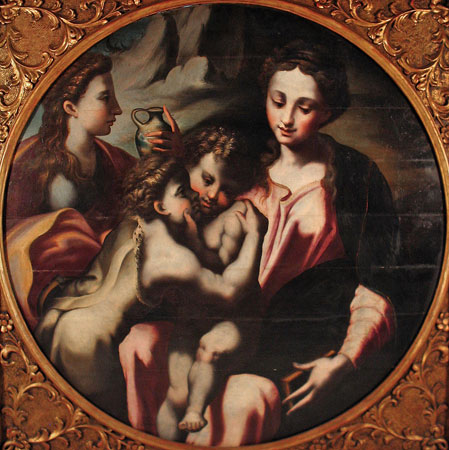
Parmigianino. Sagrada Família.
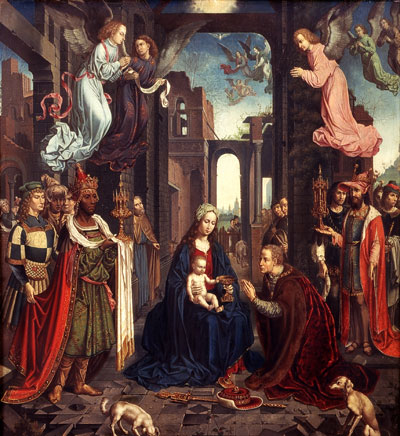
Gerard Seghers. Adoração dos Reis Magos, c. 1630.
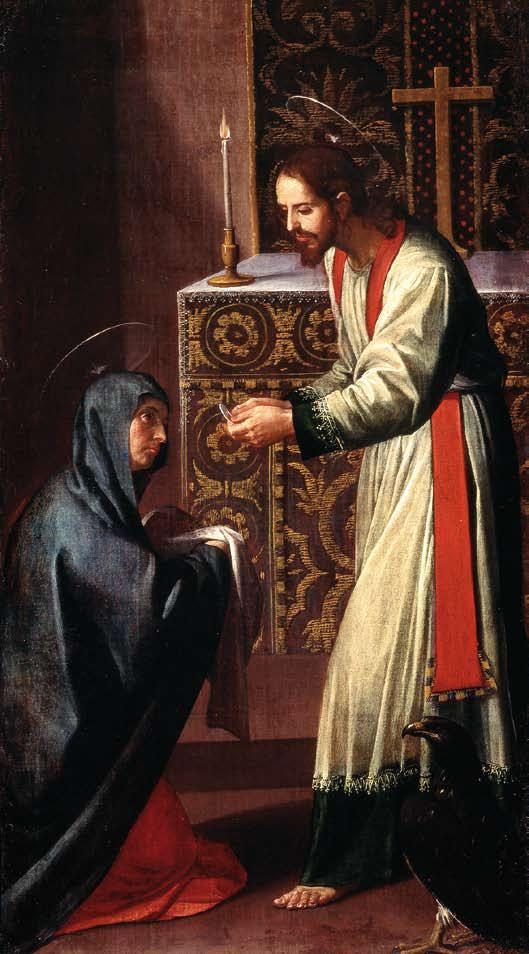
Alonso Cano. São João Evangelista dando a comunhão à Virgem.
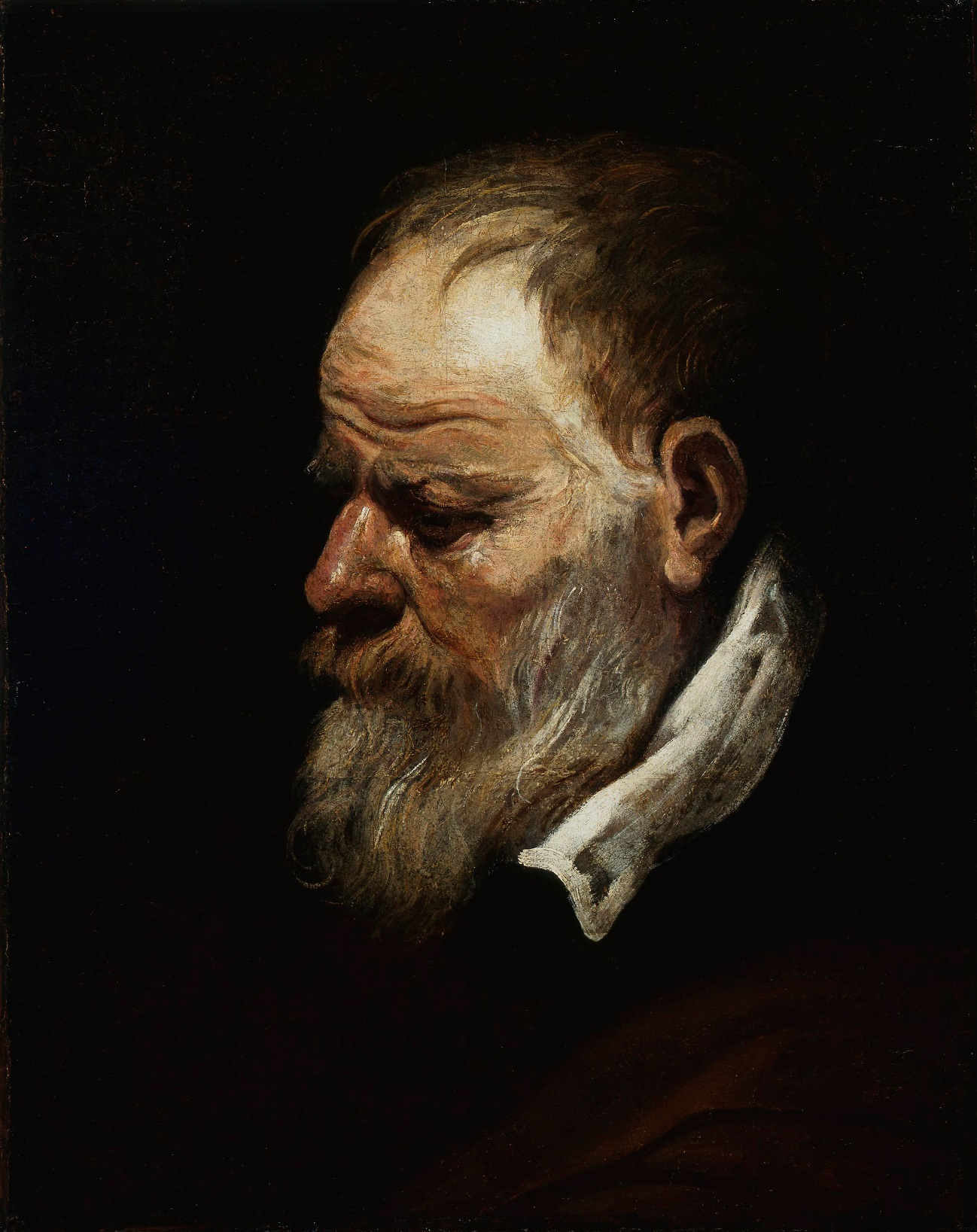
Antoon van Dyck. Cabeça de homem barbado.
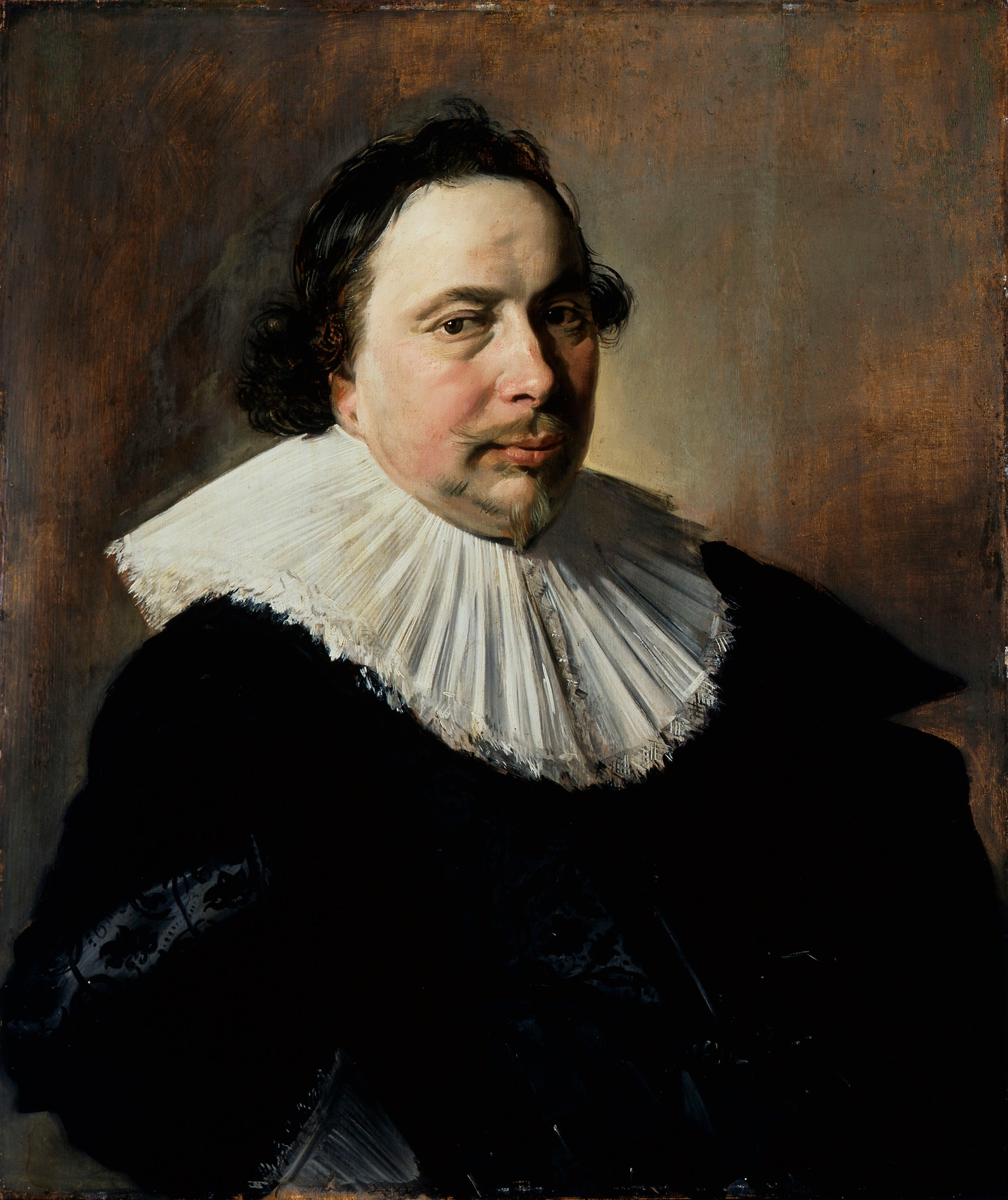
Frans Hals. Retrato de um desconhecido, 1634.
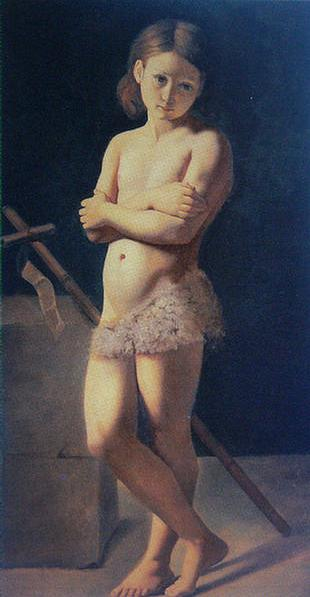
Jean-Auguste-Dominique Ingres. O infante São João Batista.